# Nogueras (Teruel)
Nogueras ist ein Ort und eine Gemeinde (municipio) mit nur noch 32 Einwohnern (Stand: 2024) im äußersten Norden der Provinz Teruel in der autonomen Region Aragonien im östlichen Zentrum von Spanien. Die Gemeinde gehört zur bevölkerungsarmen Serranía Celtibérica.

## Lage und Klima
Nogueras liegt in der Sierra de Cucalón in ca. 860 m Höhe und ist ca. 80 km (Fahrtstrecke) in nördlicher Richtung von der Provinzhauptstadt Teruel entfernt. 
Das Klima ist trotz der Höhenlage gemäßigt bis warm; Regen (ca. 492 mm/Jahr) fällt übers Jahr verteilt.

## Bevölkerungsentwicklung
| Jahr      | 1970 | 1981 | 1991 | 2001 | 2011 | 2021 |
| Einwohner | 124  | 47   | 31   | 19   | 31   | 28   |

## Sehenswürdigkeiten
- Johanniskirche